# Meldenwanzen
Meldenwanzen (Piesmatidae) sind eine Familie der Wanzen (Heteroptera). Sie umfasst 6 Gattungen und 44 Arten. In Europa sind 11 Arten vertreten, von denen 7 auch in Mitteleuropa auftreten.

## Merkmale
Die mit maximal fünf Millimeter Körperlänge verhältnismäßig kleinen Wanzen haben einen netzartig (Piesmatinae) oder dicht punktförmig strukturierten (Psamminae) Thorax und Hemielytren. Sie haben dadurch gewisse Ähnlichkeit mit Netzwanzen (Tingidae), mit denen sie aber nicht näher verwandt sind. Von diesen unterscheiden sie sich unter anderem durch den geraden Hinterrand des Halsschildes, der das Schildchen (Scutellum) nicht verdeckt.
Der Kopf der Tiere ist schräg und die Facettenaugen liegen nahe am Pronotum. Punktaugen (Ocelli) sind in der Regel vorhanden, können aber bei brachypteren Individuen, bei denen die Flügel zurückgebildet sind, auch fehlen. Die Mandibeln sind stark nach vorne verlängert und reichen zumindest bis zum Apex der Stirnplatte (Clypeus). Sowohl die Fühler, als auch das Labium ist viergliedrig. Das Pronotum ist annähernd quadratisch und hat keinen Kragen, aber deutlich erkennbare Calli. Das Schildchen liegt frei. Die Tiere besitzen ein Stridulationsorgan zur Lauterzeugung. Das Stridulitrum befindet sich auf der Cubitalader der Hinterflügel, das Plectrum auf dem Tergum des ersten Hinterleibssegments. Sowohl die Nymphen, als auch die Imagines haben dorsal zwischen dem dritten und vierten, sowie vierten und fünften Tergum am Hinterleib Duftdrüsenöffnungen, die auch noch bei den Imagines funktional sind. Die Öffnungen sind klein und manchmal nur zwischen dem dritten und vierten Tergum sichtbar. Duftdrüsenöffnungen am Metathorax fehlen. Die Tarsen sind zweigliedrig. Am Hinterleib sind die Trichobothria zurückgebildet. Es befindet sich nur ein einzelnes Trichobothrium anteriad dem Stigma am fünften und bei der Gattung Piesma auch am sechsten Sternum. Manche Arten besitzen dort aber auch ein Paar oder gar keine Trichobothria. Sämtliche Stigmen am Hinterleib liegen dorsal. Im Gegensatz zu allen übrigen Wanzenfamilien öffnen sich zwei Malpighische Gefäße in das vordere Ende des Rectums.
Die Position der Malpighischen Gefäße, die auch bei den Adulten funktionalen Duftdrüsen am Hinterleib und die stark reduzierte Zahl der Trichobothria sind Autapomorphien der Familie.

## Verbreitung und Lebensraum
Die Familie kommt in allen großen Zoogeographischen Regionen vor, ihr Hauptverbreitungsgebiet sind jedoch die Tropen.

## Lebensweise
Die Meldenwanzen ernähren sich phytophag an Blättern, Ästen und Blüten. Man findet sie an Fuchsschwanzgewächsen (Amaranthaceae), Nelkengewächsen (Caryophyllaceae), Gänsefußgewächsen (Chenopodioideae), Zistrosengewächsen (Cistaceae) und der Gattung Acacia der Hülsenfrüchtlern (Fabaceae). Jüngere Nachweise wurden aber auch an Johannisbrotgewächsen (Caesalpiniaceae), Silberbaumgewächsen (Proteaceae) und Sandelholzgewächsen (Santalaceae) gemacht. Parapiesma quadratum ist in Mittel- und Osteuropa ein Schädling an Rüben, da sie Pflanzenviren überträgt. Auch die nordamerikanisch verbreitete Piesma cinereum ist deswegen an Rüben schädlich.
Die Männchen locken die Weibchen zur Paarung durch Stridulation an. Sie reiben dazu ihre geriffelte Cubitalader an die Kante am Tergum des ersten Hinterleibssegments. Da die Weibchen keinen Ovipositor haben, kleben sie ihre Eier auf der Unterseite der Blätter, den Blüten oder am Wurzelhals ihrer Nahrungspflanzen an. Pro Jahr werden je nach Verbreitungsgebiet und Art ein bis zwei Generationen pro Jahr ausgebildet. Die Überwinterung in den gemäßigten Breiten erfolgt als Imago. Die Tiere fliegen auf der Suche nach geeigneten Überwinterungsplätzen häufig weite Strecken.

## Taxonomie und Systematik
Die Gruppe wurde erstmals durch Charles Jean Baptiste Amyot und Jean Guillaume Audinet Serville 1843 als höhere Gruppe der Wanzen mit dem Namen „Piesmides“ erstbeschrieben. Sie wurde auf Grund der netzartigen Flügeln später den Netzwanzen (Tingidae) zugerechnet, später aber wieder als eigenständige Familie betrachtet. Sie wurden von Tullgren (1918) und Leston et al. (1954) schließlich abseits der Netzwanzen zur Teilordnung Pentatomomorpha gestellt. Später bestätigte sich, dass die Ähnlichkeiten mit den Netzwanzen nur oberflächlich sind und keine verwandtschaftliche Grundlage haben. Die Familie wurde vor der Revision der Pentatomomorpha mit Schwerpunkt der Lygaeoidea durch Henry 1997 in die Unterfamilien Piesmatinae und Thaiocorinae unterteilt, wobei jedoch bereits Schaefer (1981), Schuh & Slater (1995) den Status der Thaiocorinae als Unterfamilie bezweifelten. Henry (1997) stellte in seiner Revision der Überfamilie ein Schwestergruppenverhältnis zwischen den Piesmatidae und der Unterfamilie Psamminae, die zuvor noch zu den Bodenwanzen (Lygaeidae) gezählt wurde, auf. Er reklassifizierte die Familie Piesmatidae, sodass diese entsprechend nunmehr aus folgenden Unterfamilien besteht:
- Piesmatinae (zumindest 3 Gattungen, ca. 41 Arten; Nearktis, Paläarktis, Afrotropis, Südostasien, Chile)[1]
- Psamminae (3 Gattungen, 3 Arten; südliches Afrika, Indien)[1]

Die Gattung Piesma der Piesmatinae wurde von Péricart (1974) in drei Untergattungen, Piesma, Parapiesma und Afropiesma unterteilt, die von den meisten modernen Bearbeitern inzwischen als eigenständige Gattungen betrachtet werden. Die anderen Gattungen der Piesmatinae sind Miespa (eine Art, Chile) und Mcateella (vier Arten, Australien).
In Europa sind folgende Arten verbreitet:
- Gattung Piesma
  - Piesma capitatum (Wolff, 1804)
  - Piesma maculatum (Laporte, 1833)
- (Unter)Gattung Parapiesma
  - Parapiesma atriplicis (Frey-Gessner, 1863)
  - Parapiesma kochiae (Becker, 1867)
  - Parapiesma pupula (Puton, 1879)
  - Parapiesma quadratum (Fieber, 1844)
  - Parapiesma rotundatum (Horvath, 1906)
  - Parapiesma salsolae (Becker, 1867)
  - Parapiesma silenes (Horvath, 1888)
  - Parapiesma unicolor (Wagner, 1954)
  - Parapiesma variabile (Fieber, 1844)

## Fossilien
Fossile Piesmatidae sind sehr selten, es liegen überhaupt nur drei Funde vor. Nel et al. beschreiben eine fossile Art aus dem früh-eozänen Bernstein des Pariser Beckens (Frankreich), die sich von den modernen Arten unter anderem durch die dreigliedrigen Tarsen unterscheidet. Der bisher älteste Fund stammt aus dem mittel-kreidezeitlichen burmesischen Bernstein.

## Belege